# Ambasciatori bavaresi in Belgio
L'ambasciatore bavarese in Belgio era il primo rappresentante diplomatico della Baviera nel Belgio.
Le relazioni diplomatiche iniziarono ufficialmente nel 1824 con un semplice consolato nell'area vallona dei Paesi Bassi. Quando il Belgio si rese indipendente dai Paesi Bassi nel 1830, venne aperta un'ambasciata.
Dal 1872 le relazioni diplomatiche vennero gestite dall'ambasciatore bavarese in Francia.

## Regno di Baviera
- 1824–1826: Franz Oliver von Jenison-Walworth (1787–1867)
- 1826–1847: vacante
- 1847–1867: Maximilian von Marogna (1797–1874)
- 1867–1868: Friedrich von Quadt-Wykradt-Isny (1818–1892)
- 1868–1869: Maximilian von Gise (1817–1890)
- 1869–1871: Carl Johann Friedrich von Niethammer (1831–1911)
- 1872–1914: Relazioni diplomatiche gestite dall'ambasciatore bavarese in Francia

1918: Chiusura dell'ambasciata